# یادبود ملی

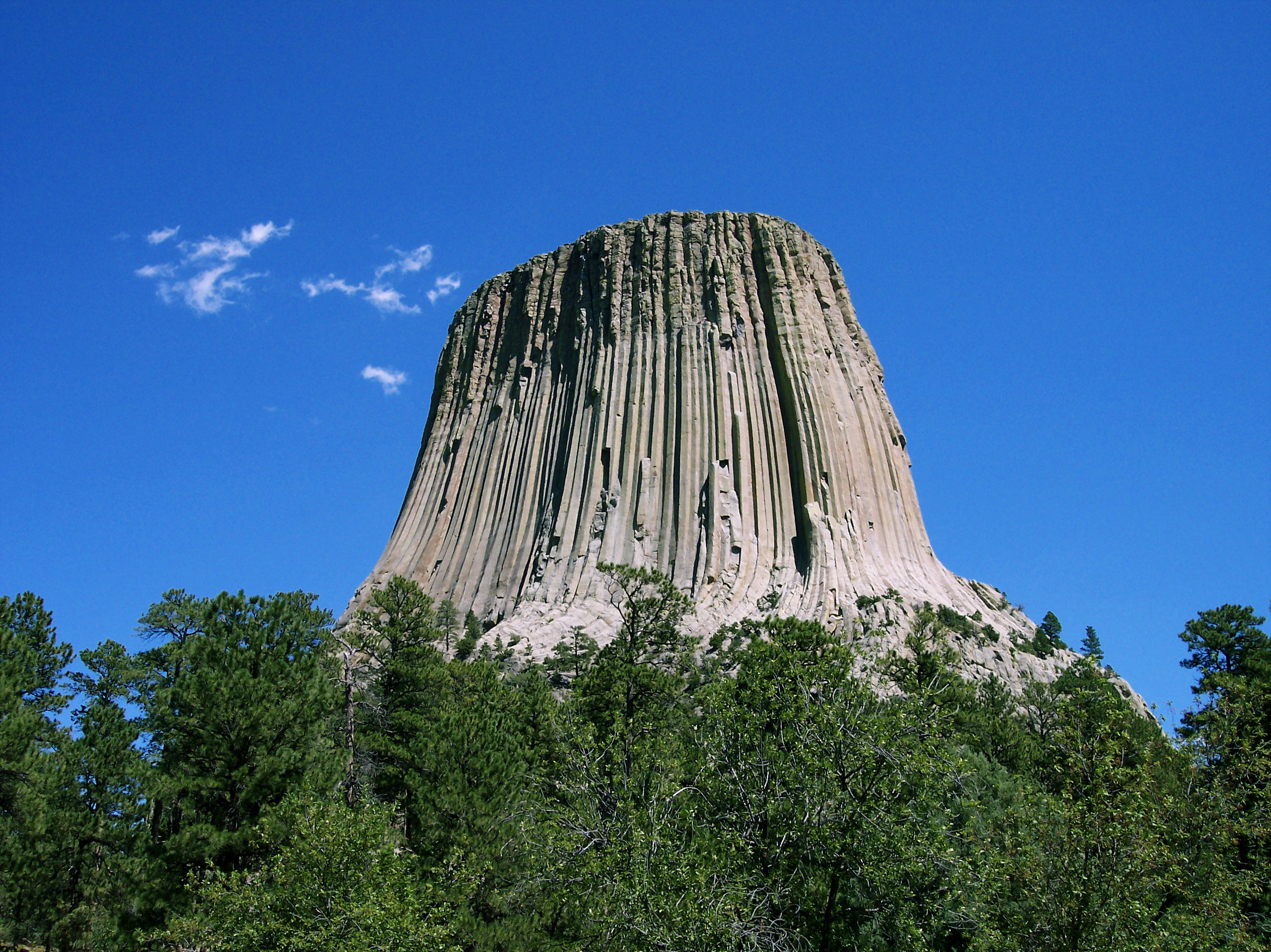
یادبود ملی برج شیاطین در ایالت وایومینگ.

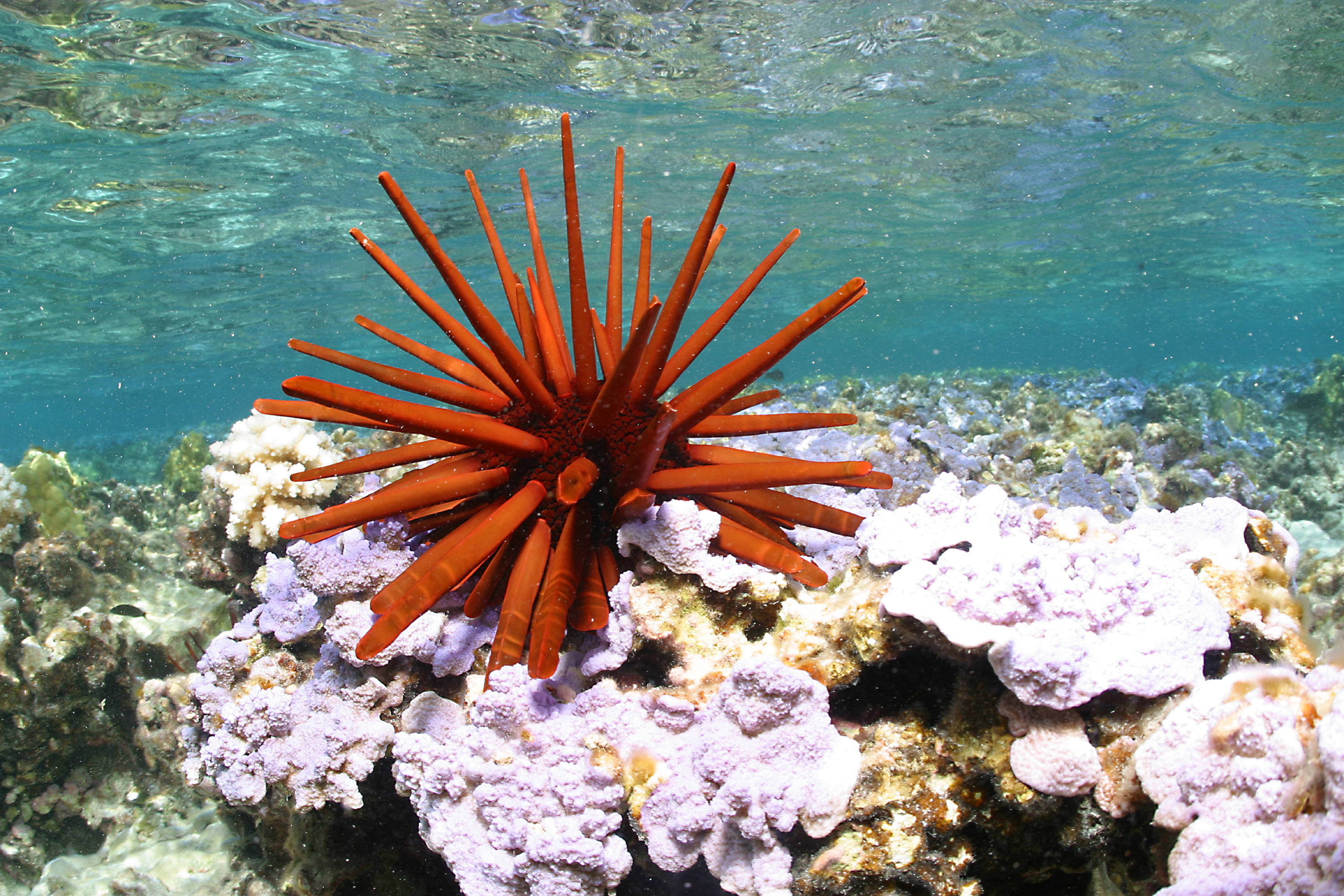
یادبود ملی دریایی پاپاهانوموکووآکه‌آ در مجمع‌الجزایر هاوایی.

یادبود ملی (به انگلیسی: National Monument) در ایالات متحده، منطقه‌ای حفاظت‌شده شبیه به پارک ملی است با این تفاوت که رئیس‌جمهور ایالات متحده می‌تواند به سرعت یک منطقه از آن کشور را بدون تأیید کنگره به عنوان یک یادبود ملی اعلام کند. به یادبودهای ملی نسبت به پارک‌های ملی سرمایهٔ کم‌تری اختصاص می‌یابد و حفاظت کم‌تری از حیات وحش آن‌جا نسبت به پارک‌های ملی انجام می‌گیرد. با این وجود، مناطق داخلی یا اطراف پارک‌های ملی، یادبودهای ملی یا جنگل‌های ملی می‌تواند جزئی از مناطق بکر باشند که حتی از پارک‌های ملی نیز بیشتر تحت حفاظت قرار دارند، اگرچه در مناطق بکری که توسط سازمان جنگل‌داری ایالات متحده یا دفتر مدیریت زمین اداره می‌شوند، اغلب شکار مجاز است.
یادبودهای ملی تحت ادارهٔ یکی از سازمان‌های فدرال هستند: سازمان پارک‌های ملی، سازمان جنگل‌داری ایالات متحده، سازمان حیات وحش و آبزیان ایالات متحده یا دفتر مدیریت زمین.
قدرت اعطای یادبود ملی توسط رئیس‌جمهور ایالات متحده، به مصوبهٔ آثار باستانی ۱۹۰۶ بر می‌گردد. رئیس‌جمهور تئودور روزولت از این مصوبه برای اعلام کردن برج شیاطین در وایومینگ به عنوان اولین یادبود ملی استفاده کرد. او بر این باور بود که کنگره به کندی پیش می‌رود و پیش از آن که کنگره برج شیاطین را به عنوان یک پارک ملی تصویب کند، تخریب خواهد شد.